# あんバタサン
あんバタサン（AnBataSan）は、北海道河東郡音更町の製菓メーカーである柳月が製造・販売している菓子。十勝産のアズキを用いた粒餡を混ぜたバタークリームをサブレーで挟んだ菓子であり、2018年（平成30年）の発売当時から「北海道らしい菓子」として人気を呼んでいる。2019年（平成31年）には、NHKの連続テレビ小説『なつぞら』に登場した菓子に似ていることでも話題となった。

## 開発の経緯
柳月では1947年（昭和22年）の創業時から、地元である十勝の食材にこだわった菓子作りをしていた。菓子といえば餡などの和菓子が主流であった時代に、すでに新しい菓子を作り出すための研究も進められていた。
まだ和洋折衷が珍しく、邪道とさえ言われていた昭和20年代末頃のあるときに、柳月の職人が和菓子の餡と洋菓子のバターを組みあわせてみたところ、非常に美味に感じられ、その後も試作が重ねられてきた。餡とバターの組み合わせは、柳月の職人たちにとっての長年にわたる研究テーマの一つとなり、特に熱意を持って取り組みが進められた。
2018年、北海道命名150年にあたる年であることを機として、「より北海道らしい菓子」「十勝らしい菓子」が検討されている中で、餡とバターはいずれも十勝を代表する食材であることから、その魅力が詰められた「あんバタサン」が発売されるに至った。

## 特徴
勝産のアズキとバターを豊富に用いた菓子である。軽い食感でバターの風味に富むサブレーと、アズキの餡の甘味とバターの塩気のバランスが特徴である。餡とバターの比率は4対6であり、柳月によれば、これが餡とバターの両方の味わいが一番出て、美味しく絡み合う配合とされている。バタークリームには風味の強い発酵バターが採用されており、クリームの甘味が引き立つよう、オホーツクの塩が隠し味に使われている。
サブレーに用いられる小麦粉も十勝産であり、絶妙な歯ざわりになるよう、食感にもこだわって作られてる。1年を通してこの食感を保つために、冬季の製造時にはあらかじめバターを温めて溶けやすくするなど、季節ごとに工夫がなされている。
購入時の手提げ付きの紙袋は、柳月の初代工場長をモデルとしたキャラクターが描かれている。菓子を食べる以外の楽しみ方として、この紙袋をブックカバーやマスク入れとして使用することもでき、柳月の公式YouTubeチャンネルでその作り方が動画で紹介されている。

## 反響
2019年のNHKの連続テレビ小説『なつぞら』の舞台が北海道十勝であることから、餡の普及振興を目的とした協会団体である日本あんこ協会で、同ドラマの主題歌「優しいあの子」にちなんで「優しいあんこ」キャンペーンが、同2019年に実施された。これに伴って柳月でも、あんバタサンの「優しいあんこ」パッケージ版を2019年7月から販売開始したところ、連日完売となり、柳月での製造が追いつかないほどの人気となった。
また、同ドラマで2019年8月初めに登場した菓子「おバタ餡サンド」があんバタサンに似ていることでも、あんバタサンの注目が集まり、知名度が飛躍的に向上、SNSなどでも話題となった。あんバタサンの販売開始の方がドラマよりも先であったことや、ドラマの作中で登場する菓子店「雪月」の名が柳月に似ていることもあり、「おバタ餡サンド」はあんバタサンを参考にしたとの声や、「雪月」が柳月をモデルにしているとの声もあがった。柳月によれば、ドラマ制作にあたって複数のドラマ制作スタッフから取材を受け、創業当時の職人たちの菓子作りの試行錯誤の模様などを話したという。
このことで柳月には問合せが相次ぎ、インターネット注文が日本全国から殺到し、あんバタサンは自社オンラインショップでの人気ランキングが1位となった。柳月では盆時期に伴って生産量を通常の2倍から3倍に増やしていたが、それでも製造が追い付かない状態であった。帯広市の大通本店でも開店5分で約100個、音更町の店舗でも1時間で約500個が完売した日もあり、空港や駅の売店でも完売が続く状況となった。2019年9月時点では、オンラインショップでは注文してから発送到着まで3週間が必要という人気ぶりであった。
2023年（令和5年）時点では、2000万個以上の累計販売数を誇るヒット商品となった。